# De vuurtoren
De vuurtoren is een  stripverhaal uit de reeks van Jerom. Het hoort bij de "Groene Reeks (De gouden stuntman)" en de eerste druk is van 1972.

## Locaties
Dit verhaal speelt zich af op de volgende locaties:
- Mallorca, huis van Miguel, Dragonera, vuurtoren, Morotari-burcht,

## Personages
In dit verhaal spelen de volgende personages mee:
- Jerom, Odilon, Miguel, vissers, president Arthur, tante Sidonia, professor Barabas, leden van Morotari, Tintobez en andere piraten, schildwachten, meisje

## Uitvindingen
In dit verhaal spelen de volgende uitvindingen een rol:

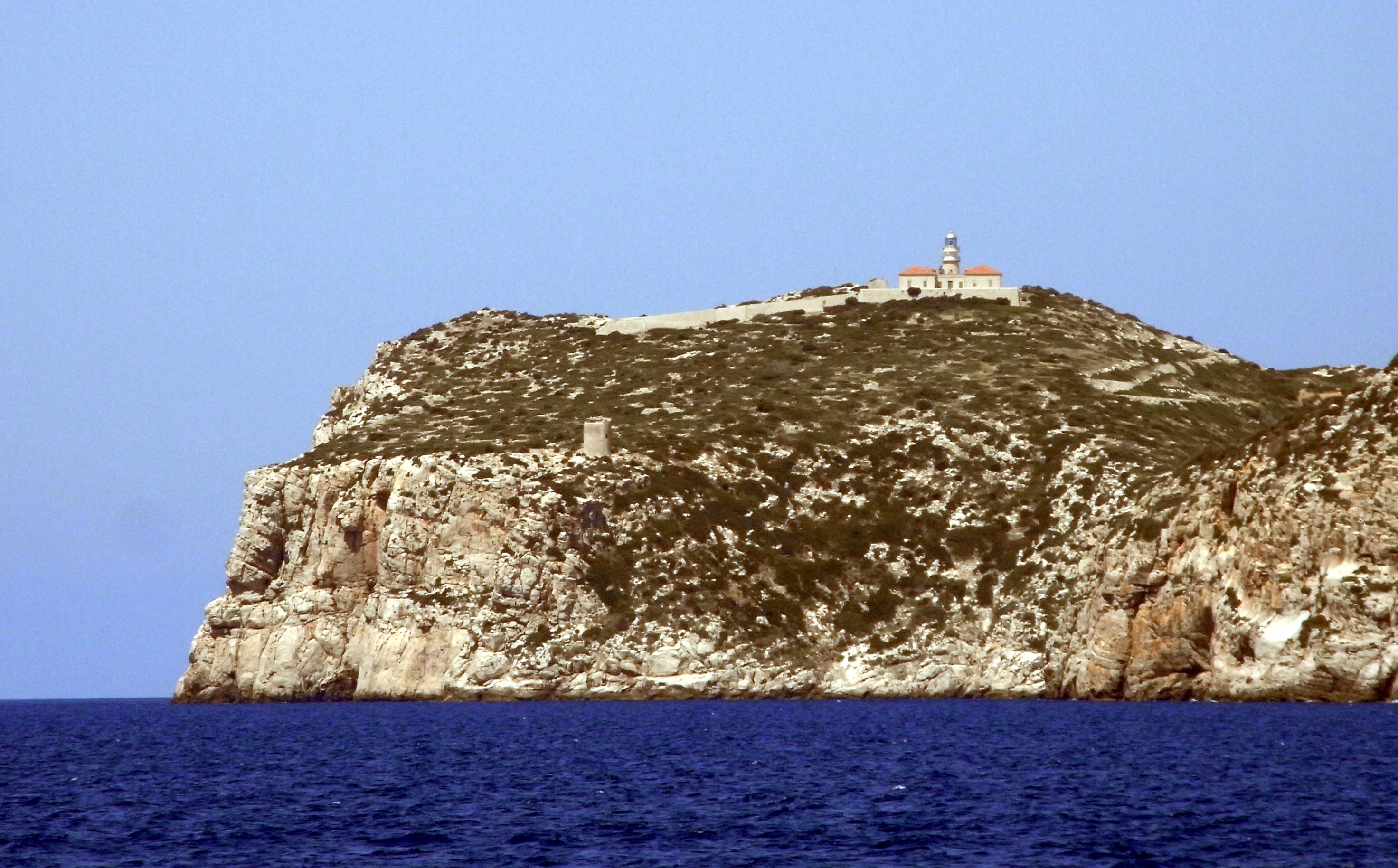
Dragonera met de Far des Cap de Llebeig en de Torre de Llebeig

- de teletijdmachine

## Het verhaal
Jerom en Odilon zijn op vakantie op Mallorca en maken een tocht met een motorjacht, maar ze komen zonder brandstof te zitten. 's Nachts steekt er een storm op en Jerom ziet een vuurtoren. Het schip gaat richting de vuurtoren, maar het  breekt in tweeën op een klip. Vissers laten een sloep te water en redden Jerom en Odilon. 
In het huis van Miguel drinken de mensen sangria en de jongeren voeren volksdansen op. Jerom wil iets vertellen over de vuurtoren die hij heeft gezien en het gezelschap valt stil. De vuurtoren staat op het buureiland en blijkt vervallen te zijn. Jerom houdt vol dat hij licht heeft gezien en hierdoor op de klippen voer. Miguel vertelt dat de geest van Tintobez de piraat dit heeft veroorzaakt. Jerom wil deze geest opzoeken, maar de vissers willen dit niet. Jerom belooft de volgende dag terug te gaan naar Palma.
's Nachts wordt Jerom gewekt door een steen tegen het raam. Een meisje vertelt dat de vissers tol betalen, ze moeten een deel van de vangst in een grot op Dragonera achterlaten. Als ze dit niet doen, verplaatst de geest de vuurtoren. De volgende dag varen Jerom en Odilon stiekem naar Dragonera en bekijken de vuurtoren. Ze besluiten te overnachten en zien 's  nachts de vissers op zee. Dan blijkt de vuurtoren verplaatst te zijn en een bootje vaart op de klippen. Jerom redt de boot en onderzoekt de vuurtoren opnieuw. Hij kan niks ontdekken en vliegt met Odilon naar de Morotari-burcht. Er wordt een vergadering gehouden en Jerom krijgt toestemming om met de teletijdmachine naar de 15e eeuw te gaan. Odilon en Jerom zien het schip van de piraat in een kreek en de vuurtoren is nog een vuurbaken zonder lamp. Ze zien hoe het baken wordt ontstoken en een rotsblok de struiken in wordt gerold.
Het rotsblok verborg een geheime gang en Jerom en Odilon ontdekken dat deze gang naar een grot met een deur leidt. Achter de deur is een watermolen verstopt en Jerom begrijpt dat hiermee de rots met daarop de vuurtoren wordt verplaatst. Er ontstaat een gevecht met de piraten en Jerom en Odilon worden dan weer teruggeflitst. Jerom wil de watermolen met springstof opblazen en vliegt met Odilon terug naar Dragonera. Jerom en Odilon waarschuwen het meisje dat de vissers die nacht niet moeten uitvaren. Jerom plaatst 's nachts de springstof, maar ziet dan dat Odilon door een gemaskerde figuur op de vuurtoren is gezet. De lont brand echter al en Jerom kan alleen voorkomen dat de toren wordt opgeblazen door deze te verplaatsen. De gemaskerde figuur blijkt Miguel te zijn, hij perst – net als al zijn voorouders – de vissers af met het geheim van de vuurtoren. Jerom wil Miguel naar de gevangenis sturen en er wordt door de vissers feest gevierd. Er wordt een moderne vuurtoren gebouwd op Dragonera.